# Lombardisch-venetianische Eisenbahnen
Die Lombardisch-venetianischen Eisenbahnen umfassen mehrere Eisenbahngesellschaften im ehemaligen österreichischen Teil Italiens.

## Eisenbahnen Mailand–Monza und Mailand–Monza–Como
Als erste Eisenbahnstrecke im lombardisch-venetianischen Königreich wurde Mailand–Monza von der I.R. priv. Strada Ferrata da Milano a Monza am 17. August 1840 eröffnet.
Die 13 km lange Strecke ist somit die zweitälteste Lokomotiv-Eisenbahn im ehemaligen Kaisertum Österreich. Sie ist zufällig auch gleichzeitig die zweitälteste Eisenbahn im heutigen Italien.
1846 schloss sich die Eisenbahn Mailand–Monza mit der dasselbe Gebiet erschließenden Eisenbahn Mailand–Monza–Como zusammen.
Am 19. März 1851 wurden die besagten Eisenbahnen vom Staat aufgekauft und bildeten einen Teil der Lombardisch-venetianischen Staatsbahn.

## Lombardisch-venetianische Ferdinands-Bahn (LVF)
Die k.k. priv. lombardisch-venetianische Ferdinands-Bahn wurde 1837 gegründet, um eine Eisenbahnverbindung zwischen Mailand und Venedig zu errichten.
Obwohl die Gesellschaft bald in finanzielle Schwierigkeiten geriet, konnte dennoch am 11. Jänner 1846 die Lagunenbrücke nach Venedig eröffnet werden.
Dieses 3.602,18 m lange Bauwerk gilt als eines der bedeutendsten im frühen kontinentaleuropäischen Eisenbahnbau.
Die zweigleisige Brücke trägt zusätzlich eine Wasserleitung, mit der Venedig von der bis dahin einzig möglichen Wasserversorgung mittels Zisternen unabhängig wurde.
Bis 1852 wurden die Strecken Verona–Venedig und Mailand−Treviglio eröffnet.
Am 9. Juni 1852 wurde die LVF vom Staat aufgekauft und bildete somit den zweiten Teil der Lombardisch-venetianischen Staatsbahn.

## Lombardisch-venetianische Staatsbahn (LVStB)
Die Lombardisch-venetianische Staatsbahn entstand durch Verstaatlichung der Eisenbahnen Mailand–Monza und Mailand–Monza–Como (1851) sowie der Lombardisch-venetianischen Ferdinands-Bahn (1852).

## Lombardisch-venetianische und central-italienische Eisenbahn-Gesellschaft (LVCI)
Die k.k. priv. lombardisch-venetianische und central-italienische Eisenbahn-Gesellschaft entstand am 1. Juli 1856 durch Privatisierung aus der Lombardisch-venetianischen Staatsbahn. Hinter der Gründung stand ein von der Familie Rothschild kontrolliertes Konsortium. Sie schloss sich am 23. September 1858 mit der neu gegründeten Südbahngesellschaft zusammen. Das neue Unternehmen erhielt den Namen k.k. priv. südliche Staats-, lombardisch-venetianische & central-italienische Eisenbahn-Gesellschaft.
Der Betrieb von Strecken in Oberitalien durch die Südbahn stieß jedoch auf Ablehnung des österreichischen Staates, der am 12. April 1862 ultimativ die Trennung in einen österreichischen und einen italienischen Teil forderte und die bisherige Konzession kurzerhand für ungültig erklärte. Der italische Streckenteil verblieb in der Societa della strade ferrate della Lombardia e dell´Italia centrale, welche das italienische Streckennetz der Südbahngesellschaft sowie andere Teile des Südbahnvermögens in Italien, insbesondere auch den Fuhrpark übernahm. Mit 30. Juni 1864 wurden sämtliche piemontesischen Eisenbahnen in einem Umfang von 841 Kilometern erworben.

## Strade Ferrate dell’Alta Italia (SFAI)
Durch den Neuerwerb beherrschte die Rothschild-Gruppe schließlich den gesamten Eisenbahnverkehr in Oberitalien. Im Zuge der Neuordnung entstand mit 14. Mai 1865 die Strade Ferrate dell’Alta Italia (SFAI). Sie ging ihrerseits 1885 in die Rete Adriatica über und wurde mit dieser zusammen 1905 Bestandteil der staatlichen italienischen Ferrovie dello Stato.

## Strecken
- Mailand–Monza–Como
- Staatsgrenze bei Magenta–Mailand
- Mailand–Venedig
- Verona–Staatsgrenze bei Ala
- Verona–Mantua
- Padua–Staatsgrenze bei Ferrara
- Mestre–Udine
- Udine–Staatsgrenze bei Cormons

## Lokomotiven
| 0  | LAMBRO  | 3 | Rennie               | 1A1 n2 | 1839 |  |
| 0  | BRIANZA | 1 | Cockerill/Seraing    | 1A1 n2 | 1840 |  |
| 0  | ADDA    | 1 | Sharp/Manchester     | 1A1 n2 | 1841 |  |
| 0  | MONZA   | 1 | Schneider/Le Creusot | 1A1 n2 | 1840 |  |
| II | COMO    | 6 | Esslingen            | 2B n2  | 1848 |  |

| Lokomotiven der k.k. Lombardisch-Venetianischen Staatsbahn, die von der Lombardisch-venetianischen Ferdinandsbahn stammen | Lokomotiven der k.k. Lombardisch-Venetianischen Staatsbahn, die von der Lombardisch-venetianischen Ferdinandsbahn stammen | Lokomotiven der k.k. Lombardisch-Venetianischen Staatsbahn, die von der Lombardisch-venetianischen Ferdinandsbahn stammen | Lokomotiven der k.k. Lombardisch-Venetianischen Staatsbahn, die von der Lombardisch-venetianischen Ferdinandsbahn stammen | Lokomotiven der k.k. Lombardisch-Venetianischen Staatsbahn, die von der Lombardisch-venetianischen Ferdinandsbahn stammen | Lokomotiven der k.k. Lombardisch-Venetianischen Staatsbahn, die von der Lombardisch-venetianischen Ferdinandsbahn stammen | Lokomotiven der k.k. Lombardisch-Venetianischen Staatsbahn, die von der Lombardisch-venetianischen Ferdinandsbahn stammen | Lokomotiven der k.k. Lombardisch-Venetianischen Staatsbahn, die von der Lombardisch-venetianischen Ferdinandsbahn stammen | Lokomotiven der k.k. Lombardisch-Venetianischen Staatsbahn, die von der Lombardisch-venetianischen Ferdinandsbahn stammen | Lokomotiven der k.k. Lombardisch-Venetianischen Staatsbahn, die von der Lombardisch-venetianischen Ferdinandsbahn stammen | Lokomotiven der k.k. Lombardisch-Venetianischen Staatsbahn, die von der Lombardisch-venetianischen Ferdinandsbahn stammen |
| Herkunft | Kategorie Nummern | Erster Name | Anzahl | Hersteller | Bauart | Baujahre | SB-Nr. | SB-Serie (1860) | SB-Serie (1864) | Bemerkungen |
| --- | --- | --- | --- | --- | --- | --- | --- | --- | --- | --- |
| LVF | 0 | ADRIA | 6 | Sharp/Manchester | 1A1 n2 | 1842 | – | – | – | |
| LVF | 0 | ENRICO DANDALO | 2 | Sharp/Manchester | 1A1 n2 | 1843 | – | – | – | |
| LVF | 0 | GALILEI | 1 | WRB | 1A1 n2 | 1842 | – | – | – | |
| LVF | 0 | VIRGILIO | 2 | Meyer/Mülhausen | 1A1 n2 | 1844 | – | – | – | |
| LVF | 0 | DANTE | 2 | Meyer/Mülhausen | 1A1 n2 | 1844 | – | – | – | |
| LVF | 0 | SFORZA | 4 | Stehelin | 1A1 n2 | 1844 | – | – | – | |
| LVF | 0 | COLOMBO | 2 | Stehelin | 1A1 n2 | 1844 | – | – | – | |
| LVF | 0 | BUCINTORO | 4 | Sharp, Roberts & Co | 1A1 n2 | 1843–1845 | – | – | – | |
| LVF | IV | MARCO POLO | 4 | WRB | C n2 | 1847 | 130–133 | – | 23 I | |
| LVF | II | ADDA | 4 | WRB | 1A1 n2 | 1847 | – | – | – | |
| LVF | III | SERIO | 2 | WRB | 1B n2 | 1847 | – | – | – | |
| LVF | III | BACCHIGLIONE | 8 | Günther | 1B n2 | 1847 | 81–83 | – | 7 | |
| LVF | IV | CADAMOSTO | 4 | Maffei | 1B n2 | 1848 | – | – | – | |